# Coudes
Coudes est une commune française, située dans le département du Puy-de-Dôme en région Auvergne-Rhône-Alpes. Elle fait partie de l'aire d'attraction de Clermont-Ferrand.
Ses habitants sont appelés les Coudois.

## Géographie

### Localisation
Coudes est située au confluent de la rivière Allier et de la Couze Chambon, à l'extrême limite de la grande Limagne. Le village est visible depuis la tour de Montpeyroux.
Coudes se situe à 20,6 km au sud-sud-est de Clermont-Ferrand, à 8,6 km au nord-nord-ouest du chef-lieu d'arrondissement Issoire et à 4,3 km au sud-ouest de Vic-le-Comte, le tout à vol d'oiseau.
Elle a fait partie, jusqu'aux élections départementales de 2015, aussi bien du même arrondissement que du canton ; à la suite du redécoupage des cantons du département, la commune est rattachée au canton de Vic-le-Comte.
Six communes (sept en incluant le quadripoint avec Authezat) sont limitrophes de Coudes :
| Montpeyroux, Authezat (quadripoint) |                         | Parent          |
| Plauzat                             | Coudes                  | Yronde-et-Buron |
| Neschers                            | Sauvagnat-Sainte-Marthe |                 |

### Hydrographie
Elle est traversée par l'Allier ; le bourg est en rive gauche. Deux ponts la traversent : l'ancien, correspondant à l'avenue de la Gare ; et le nouveau, sur la route départementale 229.
La Couze Chambon conflue dans la commune.

### Voies de communication et transports

#### Voies routières
L'autoroute A75, surnommée La Méridienne, passe au-dessus du bourg. Le village est desservi par la sortie 8 depuis Issoire, ainsi que par la sortie 7 (depuis Clermont-Ferrand).
La route départementale 229 relie Lezoux à Champeix et traverse le bourg d'est en ouest en franchissant la rivière Allier.
La route départementale 797, historiquement la route nationale 9, traverse le bourg du sud au nord, son extrémité sud-est est située au niveau de la sortie 8 de l'autoroute. Elle possède deux antennes :
- la RD 797B, en direction de Champeix et Neschers (à la suite de la mise en sens unique d'une rue de la RD 229) ;
- la RD 797D depuis la RD 229 (Vic-le-Comte), vers l'autoroute (Montpellier – Aurillac – Le Puy-en-Velay – Issoire) et Sauvagnat-Sainte-Marthe.

#### Transport ferroviaire
Aucune ligne de chemin de fer ne passe dans la commune. Cependant, sur la commune limitrophe de Parent, une gare, portant le nom de Parent - Coudes - Champeix, située sur la ligne de Saint-Germain-des-Fossés à Nîmes-Courbessac, est desservie par des TER Auvergne reliant Clermont-Ferrand à Issoire ou au-delà.

### Climat
Pour des articles plus généraux, voir Climat d'Auvergne-Rhône-Alpes et Climat du Puy-de-Dôme.
En 2010, le climat de la commune est de type climat du Bassin du Sud-Ouest, selon une étude du Centre national de la recherche scientifique s'appuyant sur une série de données couvrant la période 1971-2000. En 2020, Météo-France publie une typologie des climats de la France métropolitaine dans laquelle la commune est exposée à un climat de montagne ou de marges de montagne et est dans la région climatique  Nord-est du Massif Central, caractérisée par une pluviométrie annuelle de 800 à 1 200 mm, bien répartie dans l’année. 
Pour la période 1971-2000, la température annuelle moyenne est de 11,1 °C, avec une amplitude thermique annuelle de 16,3 °C. Le cumul annuel moyen de précipitations est de 626 mm, avec 8 jours de précipitations en janvier et 6,7 jours en juillet. Pour la période 1991-2020, la température moyenne annuelle observée sur la station météorologique de Météo-France la plus proche, « Plauzat_sapc », sur la commune de Plauzat à 5 km à vol d'oiseau, est de 11,3 °C et le cumul annuel moyen de précipitations est de 606,8 mm,. Pour l'avenir, les paramètres climatiques de la commune estimés pour 2050 selon différents scénarios d'émission de gaz à effet de serre sont consultables sur un site dédié publié par Météo-France en novembre 2022.

## Urbanisme

### Typologie
Au 1er janvier 2024, Coudes est catégorisée bourg rural, selon la nouvelle grille communale de densité à sept niveaux définie par l'Insee en 2022.
Elle appartient à l'unité urbaine de Coudes, une agglomération intra-départementale regroupant deux  communes, dont elle est ville-centre,,. Par ailleurs la commune fait partie de l'aire d'attraction de Clermont-Ferrand, dont elle est une commune de la couronne,. Cette aire, qui regroupe 209 communes, est catégorisée dans les aires de 200 000 à moins de 700 000 habitants,.

### Occupation des sols
L'occupation des sols de la commune, telle qu'elle ressort de la base de données européenne d’occupation biophysique des sols Corine Land Cover (CLC), est marquée par l'importance des territoires agricoles (68,1 % en 2018), une proportion sensiblement équivalente à celle de 1990 (68 %). La répartition détaillée en 2018 est la suivante : 
terres arables (44,8 %), zones agricoles hétérogènes (21,1 %), forêts (20,2 %), zones urbanisées (9 %), milieux à végétation arbustive et/ou herbacée (2,7 %), prairies (2,2 %). L'évolution de l’occupation des sols de la commune et de ses infrastructures peut être observée sur les différentes représentations cartographiques du territoire : la carte de Cassini (XVIIIe siècle), la carte d'état-major (1820-1866) et les cartes ou photos aériennes de l'IGN pour la période actuelle (1950 à aujourd'hui).

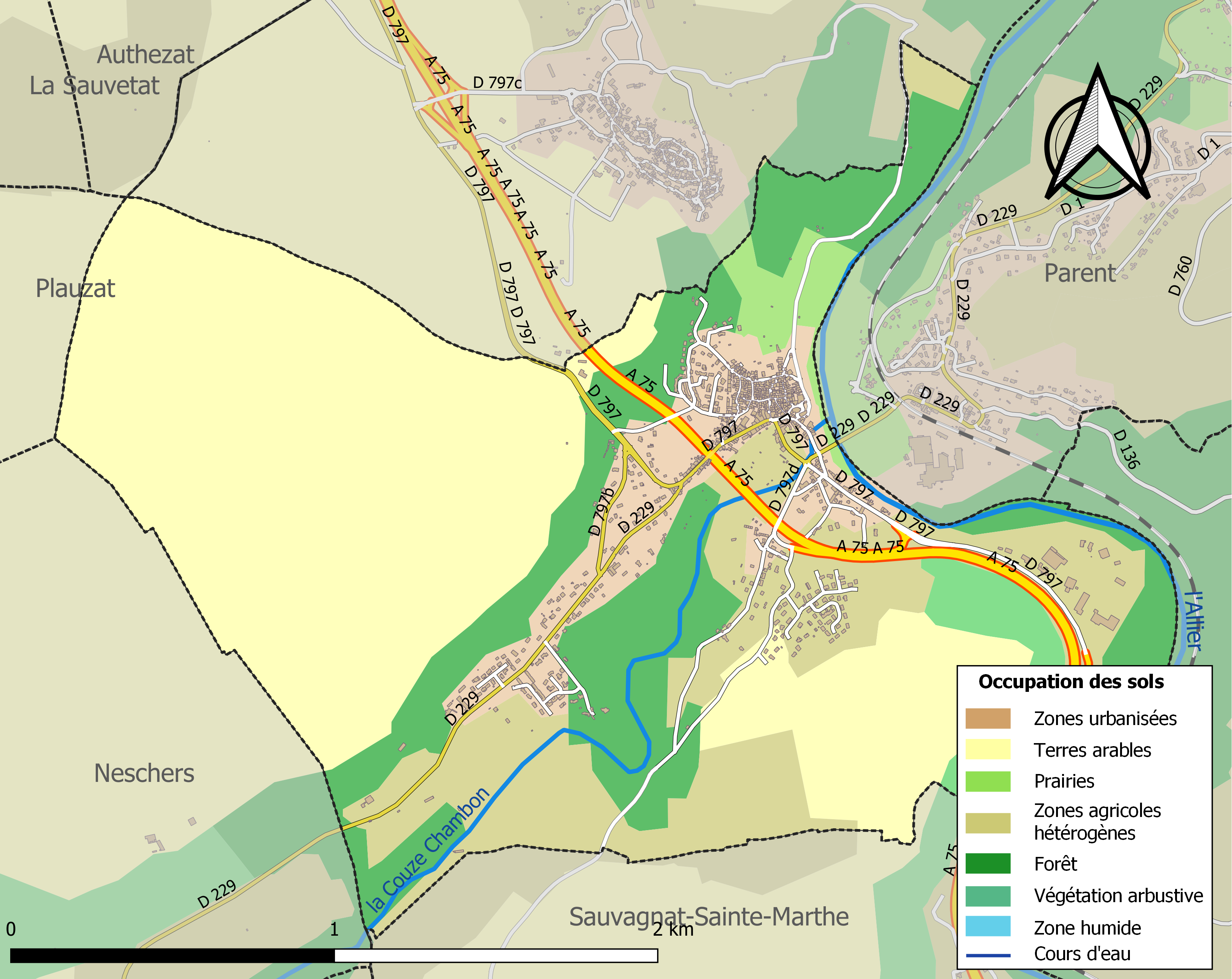
Carte des infrastructures et de l'occupation des sols de la commune en 2018 (CLC).

## Toponymie
Selon Dauzat le nom de Coudes provient du gaulois Cosate, désignation topographique, le village étant à l'embouchure de la Cosa (Couze). 
Le nom est d'ailleurs présent dans le cartulaire de Sauxillanges au XIe siècle sous la forme Cosde (ancien auvergnat) qui donnera le nom français Coudes.

## Histoire
Pendant la période gallo-romaine, le village était traversé par une voie romaine, aujourd'hui devenu le chemin du Cuel, dont la Fontaine du Cuel reste un vestige historique.
Le 14 mars 1590, pendant les guerres de Religion, Coudes fut incendiée par les armées qui marchaient contre la ville d'Issoire toute proche.
Jusqu'en 1889, les communes de Coudes et de Montpeyroux ne faisaient qu'une. Encore aujourd'hui, ces deux communes ont le même code postal, et partagent la même école.

## Politique et administration

### Tendances politiques et résultats
Aux élections législatives de 2012, le député-maire Jean-Paul Bacquet a été élu au premier tour dans la 4e circonscription avec 68,24 % des suffrages exprimés dans la commune. 72,46 % des électeurs ont voté.

### Liste des maires
| Période                                  | Période                    | Identité          | Étiquette | Qualité |
| ---------------------------------------- | -------------------------- | ----------------- | --------- | --- |
| Les données manquantes sont à compléter. |                            |                   |           | |
| 20 mars 1989                             | mai 2020                   | Jean-Paul Bacquet | PS        | Député (1997-2017) Médecin Ancien vice-président de la communauté de communes Couze Val d'Allier Président du Pays d'Issoire - Val d'Allier Sud jusqu'en avril 2015 Président de la communauté d'agglomération Agglo Pays d'Issoire (2017-2020) |
| mai 2020                                 | En cours (au 10 août 2020) | Laurys Le Marrec  |           | Enseignant |

## Population et société

### Démographie
L'évolution du nombre d'habitants est connue à travers les recensements de la population effectués dans la commune depuis 1793. Pour les communes de moins de 10 000 habitants, une enquête de recensement portant sur toute la population est réalisée tous les cinq ans, les populations de référence des années intermédiaires étant quant à elles estimées par interpolation ou extrapolation. Pour la commune, le premier recensement exhaustif entrant dans le cadre du nouveau dispositif a été réalisé en 2007.

En 2022, la commune comptait 1 241 habitants, en évolution de +0,81 % par rapport à 2016 (Puy-de-Dôme : +2,1 %, France hors Mayotte : +2,11 %).
| 1793  | 1800  | 1806  | 1821  | 1831  | 1836  | 1841  | 1846  | 1851  |
| ----- | ----- | ----- | ----- | ----- | ----- | ----- | ----- | ----- |
| 1 469 | 1 422 | 1 467 | 1 354 | 1 473 | 1 495 | 1 478 | 1 445 | 1 512 |

| 1856  | 1861  | 1866  | 1872  | 1876  | 1881  | 1886  | 1891 | 1896 |
| ----- | ----- | ----- | ----- | ----- | ----- | ----- | ---- | ---- |
| 1 458 | 1 416 | 1 408 | 1 353 | 1 285 | 1 276 | 1 308 | 736  | 758  |

| 1901 | 1906 | 1911 | 1921 | 1926 | 1931 | 1936 | 1946 | 1954 |
| ---- | ---- | ---- | ---- | ---- | ---- | ---- | ---- | ---- |
| 721  | 675  | 645  | 544  | 761  | 680  | 647  | 572  | 647  |

| 1962 | 1968 | 1975 | 1982 | 1990 | 1999 | 2006  | 2007  | 2012  |
| ---- | ---- | ---- | ---- | ---- | ---- | ----- | ----- | ----- |
| 765  | 768  | 760  | 762  | 767  | 865  | 1 079 | 1 109 | 1 164 |

| 2017  | 2022  | - | - | - | - | - | - | - |
| ----- | ----- | - | - | - | - | - | - | - |
| 1 249 | 1 241 | - | - | - | - | - | - | - |

### Manifestations culturelles et festivités
La foire à l'huile de Coudes (jeu de mots : huile de coude) est célébrée chaque année le premier week-end de septembre.

## Culture locale et patrimoine

### Lieux et monuments

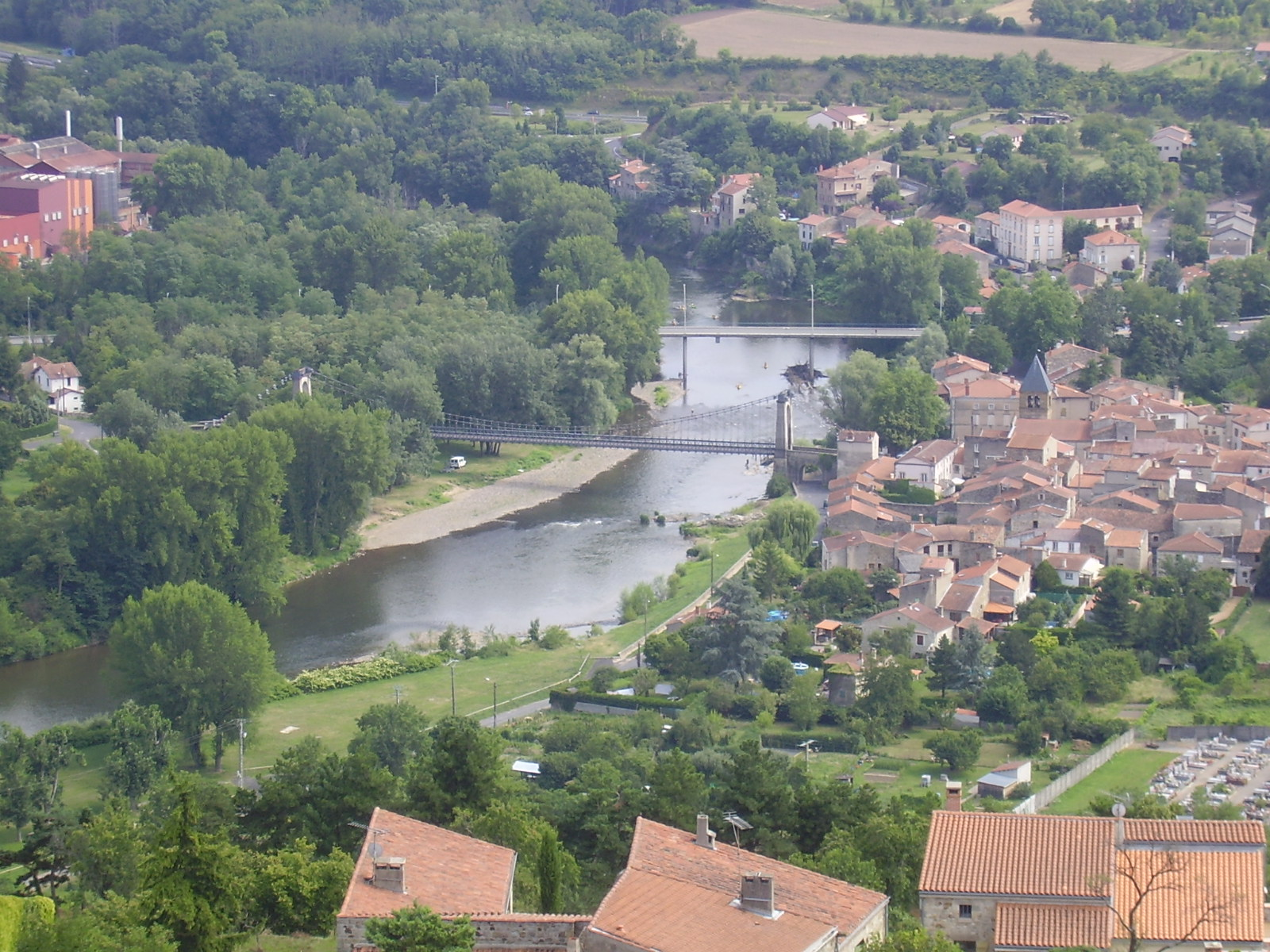
Les deux ponts traversant la rivière Allier, depuis la tour de Montpeyroux, en 2009.

- Deux ponts traversent la rivière Couze : le premier est un monument historique, avec une arche en voûte à berceau brisé. Il fut construit dès le Moyen Âge. Le second, un pont suspendu, fut construit en 1855, lors de l'ouverture de la ligne de chemin de fer de Clermont-Ferrand à Issoire. Il relie la gare (sur l'autre rive de l'Allier) au village. Ce pont avait été détruit en 1944, lors de la Seconde Guerre mondiale[31].
- Au nord du village (rue Saint-Genès) se trouve une ancienne église mérovingienne, malheureusement non classée et non restaurée. Dans les jardins alentour ont été exhumés plusieurs sarcophages, également mérovingiens[32],[33].